# میثاق بین‌المللی حقوق مدنی و سیاسی

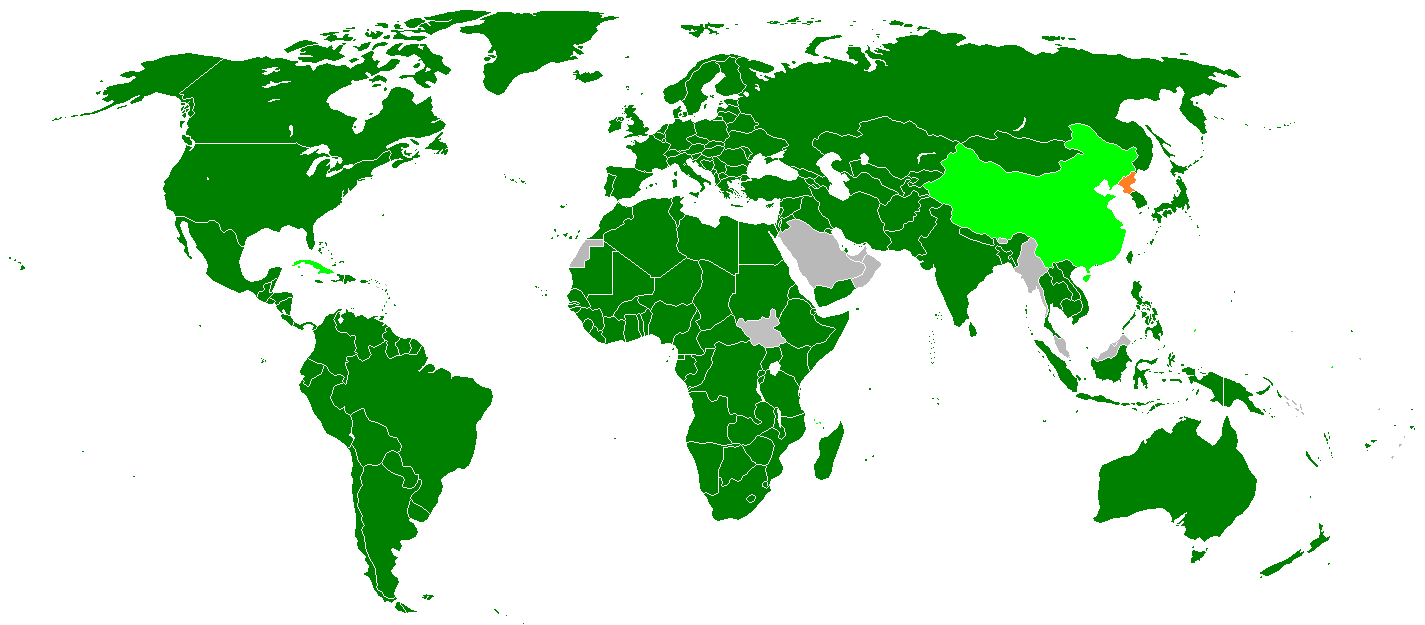
کشورهایی که عضو میثاق هستند (سبز پررنگ) و کشورهایی که عضو میثاق هستند ولی هنوز آن را تصویب نکرده‌اند (سبز کم رنگ)

میثاق بین‌المللی حقوق مدنی و سیاسی (انگلیسی: International Covenant on Civil and Political Rights) یکی از عهدنامه‌های سازمان ملل متحد بر پایهٔ اعلامیه جهانی حقوق بشر است. این میثاق در ۱۶ دسامبر ۱۹۶۶ ایجاد شد و در ۲۳ مارس ۱۹۷۶ برابر با ۳ فروردین ۱۳۵۵ لازم‌الاجرا شد.
دولت ایران در تاریخ ۱۵ فروردین ۱۳۴۷ این میثاق را امضا کرد و در ۱۷ اردیبهشت ۱۳۵۴ از به تصویب رساند و به این ترتیب به آن اعتبار قانونی بخشیده و خود را به آن متعهد ساخته‌است.
میثاق بین‌المللی حقوق مدنی و سیاسی و میثاق بین‌المللی منع شکنجه که برپایه اعلامیهٔ جهانی حقوق بشر تدوین شده‌اند، توسل به مجازات‌های غیرانسانی مثل قطع عضو را ممنوع کرده‌است.